# 土曲霉酮
土曲霉酮是曲霉属的一种真菌代谢产物，可以形成浅黄色的针状晶体，它可以L-(+)-酒石酸二甲酯为原料合成得到。它对大腸癌的细胞由强细胞毒性。土曲霉的S020菌株的土曲霉酮的产率最高。